# Live at Lollapalooza 2007: Clap Your Hands Say Yeah
Albums de Clap Your Hands Say Yeah
Some Loud Thunder
(2007) Hysterical
(2011)
Live at Lollapalooza 2007: Clap Your Hands Say Yeah est le troisième album des Clap Your Hands Say Yeah, sorti en 2007. Il s'agit d'un album live, enregistré lors du concert de Clap Your Hands Say Yeah, au festival Lollapalooza, le 4 août 2007, au Grant Park de Chicago, Illinois.
L'album est disponible sur iTunes depuis le 18 septembre 2007 où il peut être téléchargé. Il n'en existe pas d'édition autre que celle-ci.
Tous les profits générés par les téléchargements de cet album sont reversés à la fondation Save The Music de la chaîne de télévision VH1.

## Titres
1. Heavy Metal
2. Mama, Won't You Keep Them Castles in the Air & Burning?
3. Satan Said Dance
4. Some Loud Thunder
5. Is this Love?
6. In This Home on Ice
7. Yankee Go Home
8. Gimmie Some Salt
9. Over & Over Again (Lost & Found)
10. Details of the War
11. The Skin of My Yellow Country Teeth
12. Upon This Tidal Wave of Young Blood